# ویانا (دماغه سبز)
ویانا (پرتغالی: Viana) یک کوه در دماغه سبز است که در southeastern São Vicente, Cape Verde واقع شده‌است. ویانا ۱۶۳ متر بالاتر از سطح دریا واقع شده‌است.